# Berrien (Francja)
Berrien – miejscowość i gmina we Francji, w regionie Bretania, w departamencie Finistère.
Według danych na rok 1990 gminę zamieszkiwało 1005 osób, a gęstość zaludnienia wynosiła 18 osób/km² (wśród 1269 gmin Bretanii Berrien plasuje się na 580. miejscu pod względem liczby ludności, natomiast pod względem powierzchni na miejscu 54.).